# Exposición General de primera categoría de Bruselas (1958)
La Exposición General de primera categoría de Bruselas de 1958 tuvo lugar del 17 de abril al 19 de octubre de 1958 en Bruselas, Bélgica, y estuvo regulada por la Oficina Internacional de Exposiciones. Fue la primera exposición mundial importante después de la Segunda Guerra Mundial.

## La exposición

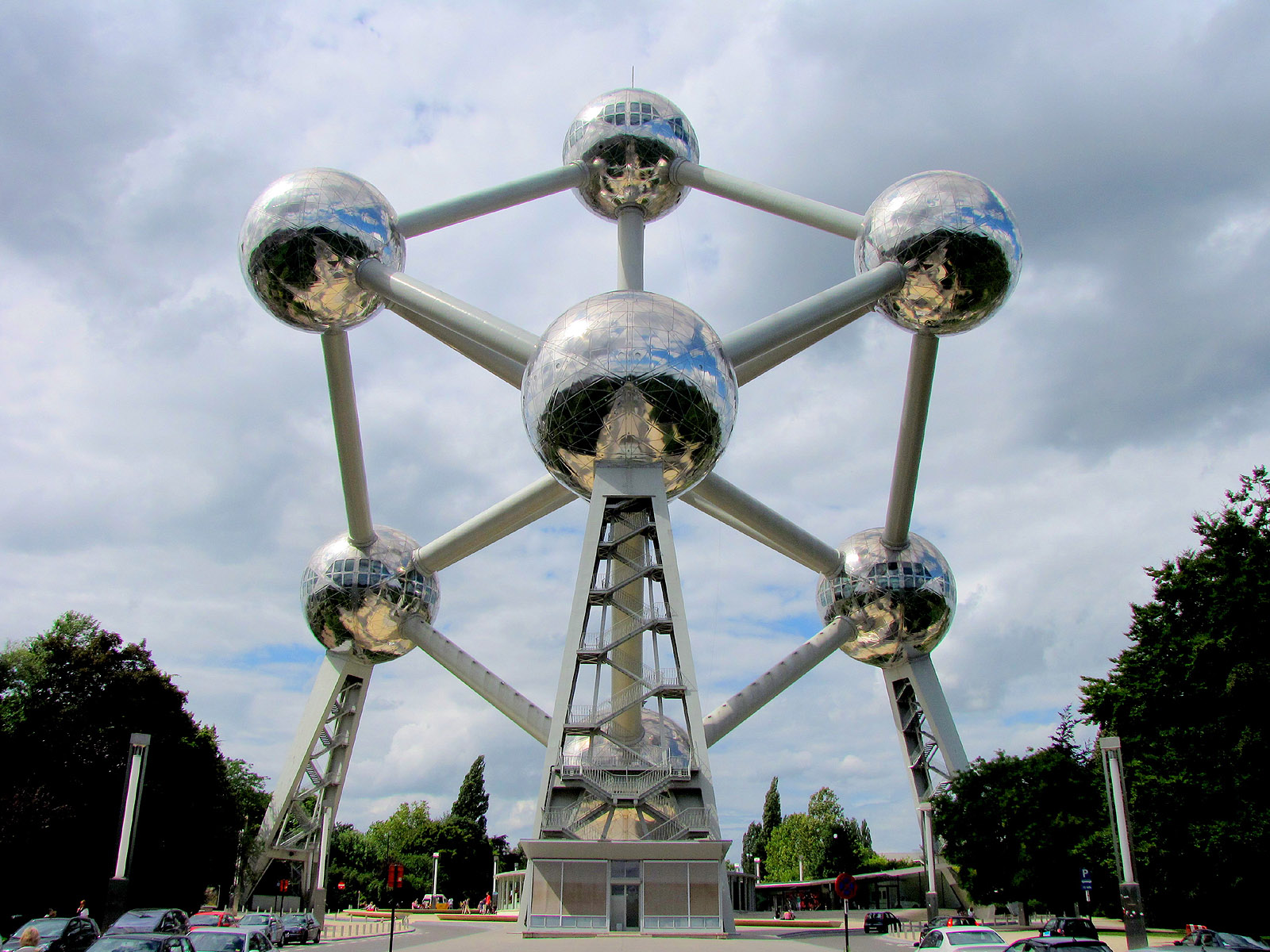
El Atomium, símbolo de la Expo '58

La exposición se llevó a cabo en un recinto de 2 kilómetros cuadrados en el sector de Heysel, a 7 kilómetros del centro de Bruselas. Muchos de los edificios utilizados en la exposición fueron construidos originalmente para la exposición internacional de 1935.
Propuesta originalmente para 1947 y aplazada inicialmente para 1955, la exposición se convirtió en un lugar para probar las posibilidades de la existencia humana a la sombra de la destrucción nuclear. Con su tema dedicado al progreso y la humanidad, la exposición puso a la humanidad en el corazón del evento, a diferencia de exposiciones mundiales anteriores.
El hecho de que la exposición fue la primera en realizarse en el marco de la Guerra Fría le dio un mayor significado: los gobiernos de los aliados de Europa Occidental aprovecharon la ocasión para demostrar sus éxitos de posguerra, mientras que los países del Eje - Alemania, Japón e Italia - vieron en ella una oportunidad de pulir su imagen internacional. No obstante, lo más destacado entre la general majestuosidad de la feria fue la tensión evidente entre Estados Unidos y la Unión Soviética, que utilizaron sus respectivos pabellones para promover sus regímenes políticos.
La exposición es recordada por el Atomium, un modelo gigante de una molécula de acero (con cada esfera representando un átomo). Más de 41 millones de personas visitaron la exposición, la cual fue inaugurada con un llamado a la paz mundial y al progreso económico y social, promulgado por el rey belga Balduino I.

## Países participantes
Los países que participaron en la exposición fueron los siguientes:
| - Alemania Occidental - Arabia Saudita - Argentina - Austria - Bélgica - Brasil - Camboya - Canadá - Checoslovaquia - Chile - Congo Belga - España - Estados Unidos - Filipinas - Finlandia - Francia | - Hungría - Irak - Irán - Israel - Italia - Japón - Líbano - Liechtenstein - Luxemburgo - Marruecos - México - Mónaco - Nicaragua - Noruega - Países Bajos - Portugal | - Reino Unido - República Árabe Unida - República Dominicana - Ruanda-Urundi - San Marino - Sudán - Suiza - Tailandia - Túnez - Turquía - Unión Soviética - Uruguay - Ciudad del Vaticano - Venezuela - Yugoslavia |

## Datos
- Países participantes: 48.[1]
- Superficie: 200 hectáreas.[1]
- Visitantes: 41.454.412.[1]
- Coste de la Exposición: 62 729 456'44 €.